# Армия «Модлин»

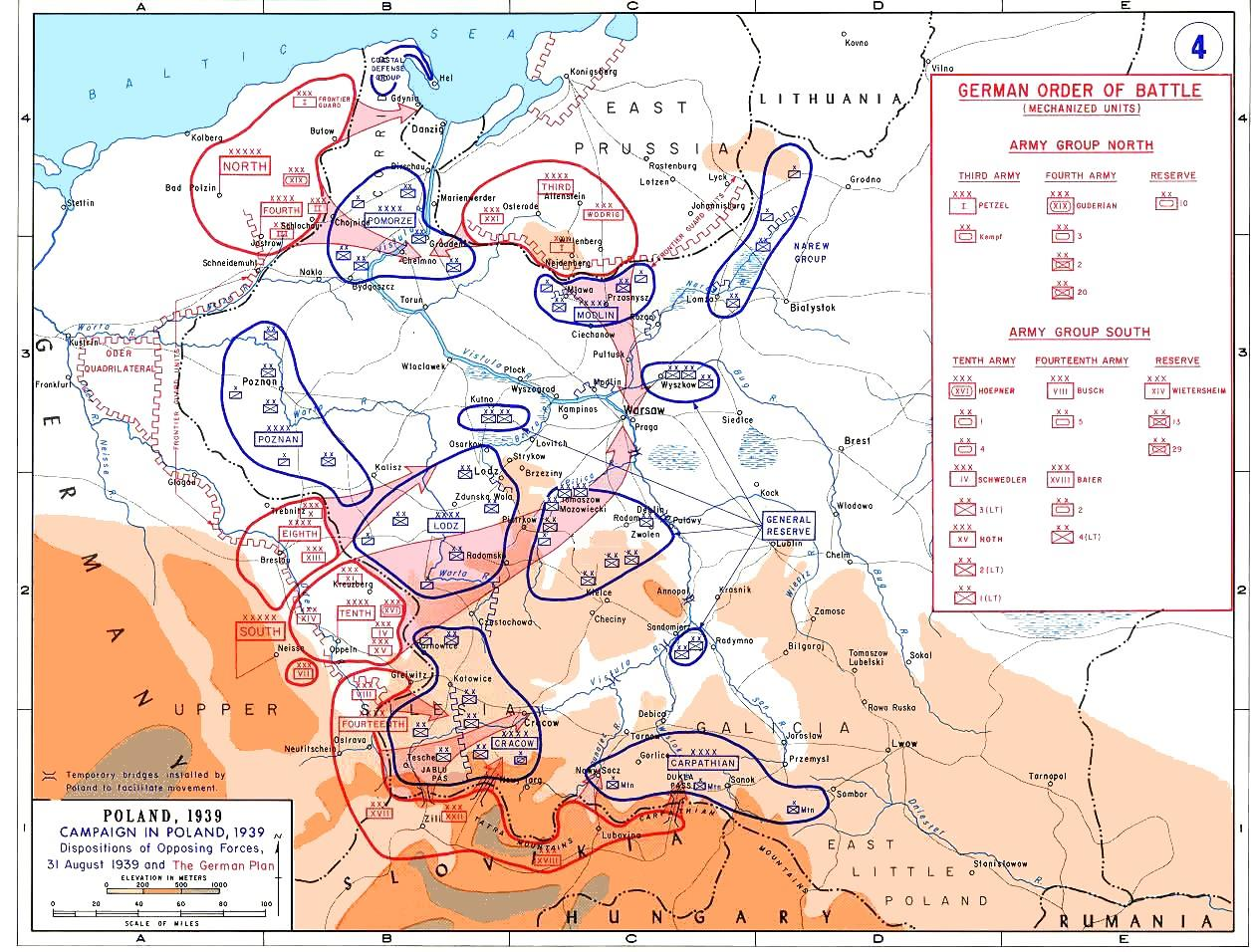
Расстановка польских и германских сил на момент начала Второй мировой войны

Армия «Модлин» (пол. Armia «Modlin») — армия Войска Польского, сформированная весной 1939 года и участвовавшая в обороне Польши против войск Третьего рейха в сентябре 1939 года, ознаменовавшей начало Второй мировой войны.

## История создания
15 марта 1939 года части вермахта вошли в Прагу, завершив раздел Чехословакии, а 23 марта заняли литовский порт Клайпеду. Двумя днями ранее в Берлине германский министр иностранных дел Иоахим фон Риббентроп потребовал от польского посла Йозефа Липски окончательного ответа на требования Германии относительно присоединения Данцига и строительства экстерриториальной автострады через «Польский коридор».
В этих условиях 23 марта 1939 года началось скрытое мобилизационное развёртывание польских войск на основе мобилизационного плана «W» от апреля 1938 года. Одним из создаваемых объединений стала армия «Модлин», командующим которой был назначен бригадный генерал Эмиль Крукович-Пшеджимирский.
В задачу армии в случае войны входило прикрытие Варшавы и Плоцка с севера от удара из Восточной Пруссии. Предполагалось, что армия даст приграничное сражение, опираясь на укреплённые позиции в районе Млавы, после чего организованно отступит за реки Нарев и Висла.

## Боевой состав
В состав армии «Модлин» входили следующие части и соединения:
- 8-я пехотная дивизия
- 20-я пехотная дивизия
- Новогрудская кавалерийская бригада
- Мазовецкая кавалерийская бригада
- Варшавская бригада народной обороны

## Боевой путь
1 сентября 1939 года на армию «Модлин» обрушился главный удар германской 3-й армии, наступавшей из Восточной Пруссии. Упорно сопротивляясь на укреплённых позициях, армия «Модлин» в течение трёх дней отбивала немецкие атаки. В ходе этих боёв польские войска понесли значительные потери, генерал Крукович-Пшеджимирский потерял связь с дивизиями. В итоге под немецким натиском Мазовецкая кавалерийская бригада отступила к югу, обнажив правый фланг польских позиций. Вскоре покинули свои позиции 20-я и 8-я пехотные дивизии, исчерпав свои боевые возможности. В центре обороны армии «Модлин» образовалась 30-км брешь, резервы отсутствовали.
4 сентября генерал Крукович-Пшеджимирский решил отвести войска за Вислу, провести переформирование и принять меры к удержанию вислинского и буго-наревского рубежей. 5 сентября польские войска начали создавать новый оборонительный рубеж, однако многие части, вышедшие из боя, были настолько обессилены, что не могли больше сражаться, а новые соединения ещё не завершили сосредоточение. 6 сентября немцы попытались форсировать Нарев в районе Пултуска, но были отражены польскими войсками, однако армейскому корпусу «Водриг» удалось создать плацдарм на восточном берегу реки.
Через день немецкому 1-му армейскому корпусу удалось форсировать Нарев у Пултуска, но 8 сентября он был остановлен под Вышкувом упорным сопротивлением польских 1-й и 41-й дивизий. Восточнее корпус «Водриг» выдвинулся от Рожан через Остров-Мазовецкий к переправам через Буг у Брока. Генерал Гудериан, вопреки требованию командования группы армий двигаться строго на юг, стремился наступать на юго-восток, в направлении Бреста. В итоге его подвижная группа переправилась через Нарев и двинулась вдоль восточного берега Буга, глубоко охватывая с востока армию «Модлин». Часть войск армии усилила гарнизоны Варшавы и Модлина и капитулировала вместе с ними.
В связи с угрозой глубокого обхода всей северной группировки польских войск, польский генеральный штаб 10 сентября издал директиву об общем отходе к румынской границе. Армии «Модлин» предписывалось отходить в направлении Калушин, Лукув, Радзынь Подляски, Паршув, Томашув-Любельский. Часть сил армии выполнила этот приказ и 21-26 сентября была разбита в боях под Томашовом-Любельским.